# خالد بن عبدالله آل سعود
خالد بن عبدالله آل‌سعود (عربی: خالد بن عبدالله آل سعود؛ زادهٔ ۱۹۷۳ - ۱۲ ژانویهٔ ۲۰۲۱) تاجر و از اهالی کسب‌وکار اهل عربستان سعودی است. او یکی از اعضای خاندان آل سعود است.